# J-MOSS
J-MOSS（ジェイモス）は、JIS C 0950の通称であり、正式名称を「電気・電子機器の特定の化学物質の含有表示方法」という。日本版RoHS指令とも目されている。

## 内容
2006年7月1日に施行された資源有効利用促進法改正政省令により、特定化学物質を含有する特定7品目に対してはJIS C 0950に従って、基準値を超えた場合にオレンジ色のマークによる表示が義務づけられた。また、基準値を超えない場合には、任意で緑色のマークを表示できるとされた。欧州 (EU) のRoHS指令が特定化学物質の使用を制限するものであるのに対し、J-MOSSは特定化学物質の含有状況明示方法を規格化したものに過ぎない。

## 特定化学物質
特定化学物質と、その基準値を以下に示す。
1. 鉛 ：0.1 wt%
2. 水銀 ：0.1 wt%
3. カドミウム ：0.01 wt%
4. 六価クロム ：0.1 wt%
5. ポリブロモビフェニル (PBB) ：0.1 wt%
6. ポリブロモジフェニルエーテル (PBDE) ：0.1 wt%

## 特定7品目
1. パーソナルコンピュータ
2. ユニット形エアコンディショナ
3. テレビ受像機
4. 電気冷蔵庫
5. 電気洗濯機
6. 電子レンジ
7. 衣類乾燥機